# Factor VII
El factor VII (FVII) és una proteïna dependent de la vitamina K, codificada pel gen F7 (localitzat a la regió 13q34). És un enzim, del tipus serina proteasa.
Presenta dues cadenes, una de pesada i una de lleugera de 50 kDaltons i 406 aminoàcids, que es proteolitza a la forma activa (FVIIa). El FVIIa està implicat en l'activació de la coagulació a través de la via extrínseca de la coagulació.
1. ↑  «Malalties que s'associen genèticament amb factor VII, vegeu/editeu les referències a wikidata».
2. 1 2 3  GRCh38: Ensembl release 89: ENSG00000057593 - Ensembl, May 2017
3. 1 2 3  GRCm38: Ensembl release 89: ENSMUSG00000031443 – Ensembl, May 2017
4. ↑  «Human PubMed Reference:». National Center for Biotechnology Information, U.S. National Library of Medicine.
5. ↑  «Mouse PubMed Reference:». National Center for Biotechnology Information, U.S. National Library of Medicine.